# Marc Antoine Louis Claret de La Tourrette
Pour les articles homonymes, voir Claret, Fleurieu et Tourrette.
Marc Antoine Louis Claret (de Fleurieu) de La Tourrette (ou de Latourrette) est un botaniste français, né le 11 août 1729 à Lyon et mort en 1793.
Il est le frère de l'explorateur et ministre de la marine Charles Pierre Claret de Fleurieu.

## Biographie
Son père, Jacques Annibal Claret de La Tourrette, prévot des marchands, qui appartient à la magistrature lyonnaise, fut anobli par Louis XV.
D'abord conseiller à la Cour des Monnaies, Marc-Antoine-Louis consacre ses loisirs à l'histoire naturelle et se constitue un important herbier. Après vingt années d'exercice il renonce à ses fonctions pour se consacrer entièrement à ses études sur l'histoire naturelle et plus particulièrement à la botanique, en gardant aussi une place à l'archéologie et à l'histoire.
Dès 1763, il entreprend d'installer le jardin botanique de l'École vétérinaire de Lyon, prévu sur les pentes de la Croix-Rousse, et cela avec l'aide de l'abbé Rozier. Puis il installe une pépinière dans sa propriété des Chazeaux sur les pentes de Fourvière.
En 1766, dans le domaine familial de la Tourrette à Eveux il crée un parc botanique où l'on comptera bientôt plus de 3 000 espèces, plantes herbacées et arbres indigènes et exotiques. Son herbier de plus de 7000 planches est conservé au parc de la Tête d'Or. Pour enrichir ses collections, il effectue de nombreux voyages, autour de Lyon mais aussi à l'étranger notamment en Italie.
Il est élu à l'Académie des sciences, belles-lettres et arts de Lyon le 2 avril 1754. Il en devient le secrétaire perpétuel pour la section des Sciences (dont il est membre depuis ses 25 ans), de janvier 1767 jusqu'à sa mort en 1793.
Marc-Antoine Louis meurt à l'âge de 64 ans. Depuis quelques années il avait éprouvé de gros rhumes et était devenu sujet à des anxiétés, accompagnées d'une forme de jaunisse. À l'automne 1793, les fatigues et les inquiétudes que le siège de Lyon rendent communes à tous les habitants, la mort tragique de son ami, l'abbé François Rozier écrasé sous une bombe s'ajoutent à une péripneumonie qu'il néglige ; dès le quatrième jour les signes de la gangrène se développent, Le médecin appelé trop tard ne peut plus rien faire pour le sauver.

## Travaux
Il rencontre ou entre en correspondance avec les botanistes de son époque : Carl von Linné, Albrecht von Haller, Jean-Emmanuel Gilibert, Bernard de Jussieu et Jean-Jacques Rousseau, son ami, sans oublier l'abbé Rozier. La correspondance entre Rousseau et La Tourrette fut d'ailleurs publiée.
Le plus important ouvrage laissé par Marc-Antoine-Louis est Démonstrations Élémentaires de Botanique (Lyon 1766, 2 vol. in-8). Le succès fut certain malgré l'époque défavorable : quatre éditions en 18 ans. L'abbé Rozier prêta son concours pour la première édition (qui lui est parfois attribuée exclusivement à tort), et la quatrième fut augmentée par Jean-Emmanuel Gilibert, un botaniste, médecin et maire de Lyon. Cet ouvrage était destiné à l'instruction des élèves de l'École vétérinaire.
Il est membre correspondant de l’Académie des sciences en 1772. Il est notamment l’auteur de Chloris lugdunensis (1785). Il publie en 1761, un Mémoire sur les végétaux. Il étudie les mousses et les champignons de la région lyonnaise. Il étudie l'influence du climat, des engrais et des labours sur les végétaux qui croissent sous ses yeux, et s'efforce, par l'alliance de l'histoire naturelle, de la chimie et de la physique, d'augmenter la valeur du sol exploité. Marc-Antoine ne fut pas seulement un amateur érudit mais réellement un savant. En botanique il innova en étudiant, avant les autres, les lichens, y compris les espèces habituées à d'autres climats. Il rassembla aussi une collection d'insectes et une collection de minéraux.

## Publications
- Mémoire sur les végétaux, 1761
- Démonstrations élémentaires de botanique, contenant les principes généraux de cette science, l’explication des termes, les fondemens des méthodes, et les élémens de la physique des végétaux ; la description des plantes les plus communes, les plus curieuses, les plus utiles, rangées suivant la méthode de M. de Tournefort et celle du chevalier Linné, leurs usages et leurs propriétés dans les arts, l’économie rurale, dans la médecine humaine et vétérinaire ; ainsi qu’une instruction sur la formation d’un herbier, sur la dessiccation, la macération, l’infusion des plantes…, 1766 ; 2e éd., Lyon : chez Bruyset, 1773, 2 vol. in-8° ; 3e éd. (corrigée et considérablement augmentée), Lyon : chez Bruyset, frères, 1787, 3 vol. in-8° ; 4e éd. en 1793, 4 vol. ; Lyon : Bruyset aîné, 1796, 2 vol. in-4°
- Voyage au mont Pilat dans la province du Lyonnais, contenant des observations sur l'histoire naturelle de cette montagne, & des lieux circonvoisins ; suivi du catalogue raisonné des plantes qui y croissent, Avignon : Regnault, 1770
- Chloris lugdunensis, 1785